# オペル・ティグラ
ティグラ（Tigra ）は、GMが製造、オペルブランドで販売していた乗用車である。

## 概要
オペル・コルサをベースとしており、初代はクーペ、2代目はクーペカブリオレとして製造・販売していた。
国によりブランドが異なり、イギリスではボクスホール、オーストラリアではホールデン、ブラジルではシボレーブランドで販売していた。

## 初代（1994年-2001年）
1994年にコルサ（日本名:ヴィータ）をベースにした小型のクーペとしてデビューした。乗車定員は4名だが、「後部座席の搭乗員は身長160cm以下に限る」という制限があるほど天井が低い。後部座席は背もたれを倒してラゲッジスペースとして使うことが可能であった。運転席にはシートの高さを調節する機構が付いていた。オーディオはカセットテープ・AM・FMとオプションのCDチェンジャーだが、社外品のアダプターを使えば1DINサイズのオーディオには交換ができた。日本では1995年に1.4Lのガソリンエンジンモデルが当時のインポーターであるヤナセから輸入され、1999年の最終モデルでは1.6Lエンジンが搭載された。欧州では2001年まで生産された。

## 2代目 (2004年–2009年)
2004年3月、ジュネーヴモーターショーにて開閉可能のルーフをもった2人乗りのクーペカブリオレとしてデビュー。併せて同モーターショーにて2004年カブリオ・オブ・ザ・イヤーを受賞した。日本人デザイナーである児玉英雄が関わった最後のモデルである。
製造はフランスのコーチビルダーであるユーリエに委託され、2009年夏まで生産された。なお、日本で正規輸入が行われることはなかった。